# 湖南省政府 (中華民國)
湖南省政府是中華民國南京國民政府在湖南省的最高地方行政機關。自民國16年（1927年）8月3日廣州國民政府任命唐生智為湖南省主席開始，到民國38年（1949年）10月中國人民解放軍進入邵陽為止，前後歷時23年。

## 歷史沿革
民國15年（1926年）8月3日，廣州國民政府設立湖南省政府。民國16年（1927年）1月，改隸武漢國民政府。9月，屬南京國民政府。民國17年（1928年）2月11日至5月18日，國民政府設立湘鄂臨時政務委員會，為中央政府特派處理湖南省政務最高臨時權力機構。同年5月28日，南京國府改組湖南省政府，下設秘書長及民政、財政、教育、建設等廳。中國抗日戰爭期間，因日軍入侵，湖南省政府遷往湘西一帶，先後設湘西、洪江、湘南行政公署。民國34年（1945年）6月26日，行政院決議改組湖南省政府。抗戰結束後，湖南省政府恢復其行政管轄區域。
民國35年（1946年）4月19日，國民政府下令改組湖南省政府。民國38年（1949年）8月4日，湖南省政府代理主席陳明仁與程潛二人變節投共，將湖南省政府及長沙市移交中共解放軍；新任湖南省主席黃杰於8月5日重組湖南省政府，發布省政與軍事相關人事布局。10月7日，黃杰退出邵陽時，湖南省府及綏署大部人員亦隨第一兵團移轉廣西省桂林市；另一部人員則由湖南省代理主席兼民政廳長朱久瑩帶領，由芷江縣遷移貴州省貴陽市。11月，中華民國國防部命令，撤銷所有湖南省軍政名義的機構。

## 省政府駐地
湖南省政府成立後，以長沙縣（後為長沙市）為省會。抗戰爆發後，民國27年（1938年）11月3日移駐沅陵縣；民國28年（1939年）5月20日，因日軍入侵，再遷至耒陽縣；民國33年（1944年）6月18日，遷至桂陽縣；6月28日，再遷至嘉禾縣；9月遷至臨武縣；民國34年（1945年）1月遷至藍山縣。抗戰結束後遷回長沙市。民國38年（1949年）8月4日解放軍進入長沙市後，新任湖南省主席黃杰飛抵芷江縣就職，將湖南省省府改設於邵陽縣，一部分省府機構留在芷江縣，由民政廳長朱久瑩代理。10月時分別撤往廣西省桂林市及貴州省貴陽市。

### 行政公署
湘西行政公署，民國32年（1943年）5月17置，民國34年（1945年）9月裁撤。民國38年（1949年），為了適應戰時需要與配合反攻軍事，再次設置，由陳渠珍任湘西行署主任。
洪江行政公署，民國33年（1944年）10月7日置，轄第六、第十行政督察區。抗戰結束後廢。
湘南行政公署，民國34年（1945年）8月8日置，同年9月裁撤。民國38年（1949年），為了適應戰時需要與配合反攻軍事，再次設置，由歐冠任湘南行署主任。
湘東行政公署，民國38年（1949年），為了適應戰時需要與配合反攻軍事而設置，由蔣伏生任湘南行署主任。

## 歷任湖南省政府主席
- 唐生智（1926年7月－1927年4月）
- 張翼鵬（1927年4月－7月，代理）
- 周斕（1927年7月－1928年2月，代理）
- 陈嘉佑（1928年2月－5月，代理）
- 魯滌平（1928年5月－1929年3月）
- 何鍵（1929年3月－1937年11月）
- 張治中（1937年11月－1938年11月）
- 薛岳（1939年1月－1945年6月）
- 吳奇偉（1945年6月－1946年4月）
- 王東原（1946年4月－1948年6月）
- 程潛（1948年6月－1949年5月）
- 陳明仁（1949年5月－8月，代理，與程潛投共）
- 黃杰（1949年8月－11月，由朱玖莹代理）